# Szeplőlapu
A szeplőlapu (Cerinthe) a borágófélék (Boraginaceae) családjába tartozó, főképp Európa mediterrán vidékeitől Közép-Ázsiáig elterjedt, 10 fajt magába foglaló nemzetség, illetve az ebbe a nemzetségbe tartozó egyetlen Magyarországon előforduló faj (C. minor) neve.

## Jellemzők
Az borágófélék többségével ellentétben a szeplőlapu nemzetségbe főleg kopasz növények tartoznak. Lágyszárúak.

## Magyarországon őshonos fajok

### Szeplőlapu(C. minor)
Száraz gyepekben, parlagokon, degradált, zavart helyeken előforduló, két- vagy több éves, 40–50 centiméter magas, kopasz növény. Nem védett.

#### Jellemzői
- A virágok sárgák, a virágzási idő: április – október.
- A termés kétmagvú, fekete.
- Levelei eleinte szürkés-zöldek majd fehér foltosak, a felsők szárölelők.